# Sunna Wehrmeijer
Sunna Wehrmeijer (1984) is een Nederlandse pianiste en componiste van filmmuziek die sinds 2007 woont en werkt in de Verenigde Staten.

## Leven en werk
Wehrmeijer is de dochter van de voormalige Gruppo Sportivo-bassist Eric Wehrmeijer. Zij is geboren en getogen in Nederland, waar ze op haar vijfde reeds pianolessen kreeg en opviel door haar talent. Op de leeftijd van twaalf jaar had zij al enkele stukken zelf geschreven en gecomponeerd. Zij studeerde aan de Hogeschool voor de Kunsten Utrecht en behaalde daar haar bachelordiploma Music with Honors en toen zij 22 jaar was behaalde zij haar masters of Arts in Composition in Context.
Op een gegeven moment vertrok zij naar Los Angeles. Daar werkt zij vaak in samenwerking met andere componisten van filmmuziek, onder meer: James Newton Howard, Ridley Scott, Christopher Young en Hans Zimmer.

## Films
Zij werkte mee met toevoegende muziek aan onder andere:
- The Trail
- The Hunger Games
- After Earth
- Maleficent
- Nightcrawler
- Robin Hood
- The Bourne Legacy
- Prometheus
- The Grey
- Echoes
- Karma - Crime . Passion . Reincarnation
- Body Of Work

## Discografie
- Breaking Glass (cd), (2000)

## Waarderingen
- VandenEnde Foundation, volledige subsidiebedrag
- David Rose beurs door ASCAP Foundation,
- UVA Cultureel Festival, publieksprijzen en juryprijzen.